# Limfjordsbron
Limfjordsbron är en 640,4 meter lång klaffbro som passerar Limfjorden mellan Nørresundby och Ålborg i Danmark. Den var avgiftsbelagd fram till 1935 då den gamla Lilla Bältbron öppnades och det beslutades att båda broarna skulle vara gratis.